# الضاية (سيدي بلعباس)
الضاية بلدية جزائرية في دائرة تلاغ جنوب ولاية سيدي بلعباس شمال غرب الجزائر.باردة شتاءا ومعتدلة صيفا،وهي منطقة غابية بامتياز تقع على جبال عالية.